# DARKER THAN BLACK
DARKER THAN BLACK系列是由動畫公司BONES與岡村天齋制作的TV動畫及衍生作品。
本作正式簡稱是「DTB」，在日本也簡稱作「DARKER」。目前整個系列的故事由以下3部已完结的作品構成：
- DARKER THAN BLACK -黑之契約者-

動畫第一季。於2007年4月5日至同年9月27日在MBS、TBS等電視臺首播，全25話。DVD第9卷收錄第26話（番外篇）。
台灣於2008年11月22日起每週六晚11點至12點在Animax播出兩集。
官方同人性質的同名漫畫於2007年4月至2008年1月在月刊Asuka連載，全9回單行本2冊。
- DARKER THAN BLACK -流星之雙子-

動畫第二季。於2009年10月8日至同年12月24日在MBS、TBS等電視臺首播，全12話。
DVD/BD以OVA形式收錄「黑之契約者外傳」共4話。
- DARKER THAN BLACK -漆黑之花-

番外篇漫畫。於2009年5月15日至2011年1月21日在YOUNG GANGAN連載，全33回單行本4冊。
按劇情先後的排序為：黑之契約者，漆黑之花，黑之契約者外傳，流星之雙子。

## 故事簡介

### 黑之契約者
十年前，被稱為地獄門的不可侵领域突然出現在东京。 真正的星空消失，取而代之的是虛假的星星。世界各地開始出現被称为「契約者」的超能力者。這些本是普通人類的能力者喪失衝動的情感，只遵循「合理性」而行動。圍繞「門」的謎團，各国勢力和契約者們展開了殊死的利益爭奪。「門」裡出現的未知事物，昭示這個世界不可避免的走向終結。在靜謐絕望的黑暗中，人類、契約者和Doll之間上演著一幕幕人間故事。

### 流星之雙子
東京大爆炸的兩年之後，以冬季的俄羅斯為舞台，契約者黑以及少女蘇芳兩人的相遇，展開全新的故事。

## 設定

### 名詞解說
「門」
第一季10年前，由謎之光束貫通地球形成口徑10公里的未知領域。兩個「門」分別是位於巴西的「天堂門」和位於東京的「地獄門」。伴隨著門的出現，平流層以外的空間變成不可侵入區域。除太陽以外的天體都從天空中消失，夜空被「虛假的星空」所取代。「門」導致契約者和Doll的出現，並產生多種神秘物質和物種。其內部彌漫著特殊的粒子（「門」粒子），是各種物理現象都被扭曲的死亡區域。
「門」的流出物質和衍生技術對人類社會產生深遠的影響，也被各國視為極重要的資源而垂涎。圍繞「門」的利益爭奪曾導致南美的大戰，而日本則將地獄門的主權移交給聯合國以避免遭受戰禍。第一季5年前以來，天國門已被半徑1500公里的隔絕領域包圍，人類可以接觸的僅剩地獄門。後者亦被500米高的巨大圍牆保護起來禁止一般人進入。研究證實一旦把門消滅，地球上所有的契約者也會隨之消失。
「門」的出現和變異都被三鷹文書在50年前所預言。第二季結尾隨著複製地球的完成，地獄門也隨之「打開」。到底是誰、出於何種目的創造了「門」，門內產生出來的又是什麽，人們無從知曉。只是「門」的存在昭示著許多年以後某種事物的開端，同時也是世界走向終結的開始。
契約者
隨著「門」的出現，由人類突變而來的超能力者。成為契約者不需任何理由，而是隨機的。典型的契約者，其精神構造為利己的合理性思維，會採用最有效的辦法來達到目的，故一般顯得冷酷無情。契約者還須為能力的使用而支付「代價」（自身的強制行為或變化），這也是「契約者」之名的由來。契約者可能持有相同的能力，但代價的內容和支付方式卻多種多樣。能力和代價之間並無絕對的關聯。
契約者和虛假星空里的星星一一對應。使用能力時有光譜反應，死亡時則化為流星墜落。通常經由天文部分析過的契約者之星都會被安排一個梅西耶編號。契約者發動能力的另一標誌現象是瞳孔亮起紅光，身上則釋放出青色的拉塞爾諾普特放射光。
一直不支付代價的契約者會變成「延遲支付者（Moratorium）」而無法控制自己的能力，最終則徹底喪失自我成為Doll。亦有一次付清代價（如失去本體）的特例。根據奧萊優的說法，契約者是未能完全從人類變成Doll的「殘次品」。
除以上特點以外，契約者和普通人類沒有區別。契約者和契約者結合，生下的後代一如常人，並不見得擁有契約能力。
Doll
契約者的同類。同樣因為「門」的出現而由人類突變而來，也會隨「門」的消滅而滅絕。看上去完全喪失感情和自主意識，如人偶一般，沒有收到指令就無法自己行動（但故事中出現的Doll往往有例外之舉）。通常會被灌輸用以維持最低限度生活能力的人格程序。
雖然沒有契約者一般的超能力，但可透過一定觸媒放出名為「觀測靈」的隱形分身（能被契約者所見），常用於進行大範圍諜報活動。除被情報機關收容外，外形漂亮的Doll也會在黑市被作為賞玩物品高價交易。
在「進化」程度上高於契約者。擁有可以彼此溝通的精神網路，即Doll Network。Doll也在進化之中，變得擁有獨立人格和人形化的觀測靈。若有感情的長久共處會加速這種進化，且感情越不安定加速越快。

### 勢力
「組織」
對世界各國權力機關和情報機構都有滲透的巨大黑幕組織。其全貌和最終目的都被外界視為謎團。能夠免於被「組織」掌控的只有美國而已。
透過湮滅「門」而消滅契約者的計畫只是其眾多佈局之中的一個。事實上是於50年前，爲了應對三鷹文書的預言，由一部份有力人士所建立。隨著規模和力量的壯大，內部也生出不同的派閥和利益爭鬥，並漸漸偏離本來的宗旨。
「土星環計畫」失敗後，各派開始分崩離析，但仍有殘黨在暗中活動。第二季結尾發達國家佔領東京，正式宣告「組織」退出了歷史舞臺。
小林吾朗、霧原未咲、奧萊優等人繼承了「防範預言中的災禍」的宗旨，在這之後結盟開展行動，而被人以「組織」相稱。
潘朵拉
Physicalquantity Alternation Natural Deconstruction Organized Research Agency，簡稱潘朵拉（PANDORA），聯合國的「門」研究機構。在東京的研究所設於「地獄門」的圍牆內部。
雖是科研機構但有自己的武裝部隊，對人員出入的監控也非常嚴格。受到「組織」相當程度的滲透。在埃里克·西島的指揮下實施了土星環計畫。
EPR
Evening Primrose，即「月见草」。琥珀領導下的契約者結盟團體，謀求契約者應有的未來之路，致力於爭取契約者的公開化、人權保障和利益擴大等權利。
第一季中策劃了「東京大爆炸」作戰，以期破壞「土星環計劃」。最後階段更發動上千名契約者，在市內與軍隊交戰。於此役後，有生力量折損殆盡。
在黑之契約者外傳中，一部份殘黨在雨霧率領下駐紮於東南亞某地。後在伊邪那美的力量下全軍覆滅。
公安部外事四課
日本警視廳負責處理契約者相關案件的專門課（現實中只存在外事一至三課），課長是霧原未咲。因實際位於皇居附近的警視廳本部處在「地獄門」範圍內，故本作中使用的是位於新宿區初臺NTT東日本（页面存档备份，存于）大樓的臨時廳舍。
和其職責對象形成鮮明對比的是，人力、武裝和實權都極其有限。在情報方面擁有國立天文臺的支援。

於第一季到第二季的兩年間解散。根據「漆黑之花」所述，是因上層追究「東京大爆炸」事件的責任，令警察部門整頓重組所致。
三號機關
日本於「東京大爆炸」後設立的秘密情報機關。對外以總務省統計局統計調查部為掩護。劇中出現的最高負責人是小林吾朗。
接管了原國立天文臺的一切資源，且得到了來自潘朵拉的協助。擁有契約者武裝力量。自稱是為消滅「組織」的殘黨，實際目的則是爲了阻止三鷹文書預言事件的發生，而追捕「伊邪那美」和「伊邪那岐」。擁有淩駕法規開展行動的權限。
曾試圖將中斷覺醒的伊邪那美封印起來，但終告失敗。在流星之雙子的結尾，勢力被攻入東京的美軍剷除。
其它勢力
廣泛使用契約者特工，互相爭奪「門」相關情報和資源的各國情報機構。
- 英國秘密情報局（MI6，第一、二季）
- 中央情报局（CIA，第一、二季）
- 俄羅斯聯邦安全局（FSB，第一、二季）
- 法國對外安全總局（DGSE，第一季）
- 解放軍總參二部（黑之契約者外傳）

### 事件
天國戰爭
第一季5年前，各國在南美圍繞天國門展開的大戰。以常規戰爭為主，其間混雜了契約者部隊。黑、白、琥珀等人作為「組織」的士兵被投入戰場。
戰爭的最後，白使用能力引發了天國門周圍1500公里半徑的物理不可侵入領域，造成南美洲一部份土地的消失和數億人類的喪生。
第二季指出天國戰爭起因於各方勢力對三鷹文書的解讀。
土星環計畫
於第一季末尾實施。在地獄門周圍修建反「門」粒子加速器並向「門」的中心部發射，以使之湮滅，達到消滅所有契約者、重現真正星空的目的。
這樣的時機只有5年一次的太陽黑斑高峰期。上一次類似的作戰是設在南美天國門的木星環計畫，但被白搶先一步破壞。土星環則被黑所破壞。
東京大爆炸
Tokyo Explosion。於第一季末尾實施，藉助流星碎片增幅，以BK201的能力從「門」內引發可覆蓋日本全島的隔絕領域的計畫。爲了對抗土星環計畫而實施的作戰，時機同樣是5年一次。
因為黑不忍犧牲如此眾多的人，琥珀遵從他的意願倒回時間，取消了東京大爆炸的發動。
這一名稱後來用於指代當時在東京發生的大規模戰鬥、以及圍牆被破壞的事件。東京大爆炸之後，契約者的存在被正式公之於眾。
星之方舟
紫苑的複製地球計畫，於第二季末尾實施。被奧萊優比喻為保存人類存在過的痕跡的方舟。
對紫苑來講是送給蘇芳的禮物。除了紫苑的能力以外，給複製地球上的人灌輸靈魂必須有伊邪那美的協助。整個過程都被三鷹文書所記載。
複製地球和原地球的不同之處在於前者沒有「門」的存在。完全成形以後即從地球的上空消失，去到無法接觸的空間。

### 事物/概念
ME技術
Memory Eraser，即記憶操作機，用於抹消人類的記憶，也可進行記憶的輸入。源於對「門」的研究，由帕夫利琴科博士首先開發。相關的還有記憶擠出技術（ME Squeezer）和ME Network假說。
ME Network是由帕夫利琴科博士主張的、於某個其它空間存在著的人類全體記憶網路。透過這個網路可由一個ME讀出其它個體的ME。
流星碎片
來自「門」內的神秘物質，外觀為無色透鏡狀晶體。有增幅契約者能力的作用，產生共鳴時會發出黃綠色光芒。亦被用作「土星環」的關鍵部件。
流星核
來自「門」內的神秘物質，外觀為琥珀色晶體，受激發時發出紫色亮光。東京大爆炸當晚墜落於西伯利亚，成為紫苑開始複製地球計畫的契機。
有將記憶（靈魂）固定在複製體上的作用。被用作複製地球時傳送全人類記憶的關鍵部件。
蘇芳所戴的掛墜即是一小片的流星核。
三鷹文書
50年前就已存在的預言書，是從未來被帶到過去的「未來的記憶」，所以嚴格來講並非預言而是記事。
三鷹文書預言了「門」的出現，被稱為「伊邪那美」和「伊邪那岐」的兩方的相遇以及由此引發的後果。其內容作為最高機密流傳於一些國家的上層機關。因為只有現象描述而不觸及本質，所以事前看來非常晦澀難解，也衍生出不同的解讀和應對。也有說法指出其全文尚未被完整發現。
和三鷹文書的由來最有關係的是琥珀和星見大人。她們之中誰是預言的作者，以及彼此的聯繫，都尚屬不明。
| 出處 | 原文                                                                                                  | 中文 | 解讀 |
| ---- | --- | --- | --- |
| 序文 | -{その御子、後にイザナミと呼ばれし者 その血肉となりし 夥しき星を雨と降らせ 新たなる門前に降り立たん}- | 其神子，後世稱為伊邪那美 其受肉之時 群星墜落如雨 降臨於新門之前 | 銀以伊邪那美姿態現身 覺醒成形之際 現場大批契約者死亡 產生了新的類似「門」的空間 |
| 本文 | | 伊邪那岐眺望著虛假的水底 等待著伊邪那美 伊邪那美從水底渡來 兩人終於相會 天地一分為二 地獄之門隨之打開 門中所出之物 無人知曉 只是爭鬥從此永無休止 永掛於天之弦月是其徵兆 其終將圓滿 昭示著伊邪那美的分娩 | 紫苑在水族館內 等待著伊邪那美 銀被潛水艇運往東京 雙方在「門」內見面 兩個地球的分離 「地獄門」打開 「門」內出現的神秘男童 各方圍繞新生事物展開爭奪 複製地球開始出現 複製地球完成的時候 出現疑似銀的神秘男童 |
伊邪那美
三鷹文書記載之人物，借用日本神話的創世女神之名為代號。
本體是銀，但不等同於銀本身。實際是在「某物」影響下，由觀測靈覺醒成形的產物，有著銀的相貌和全身黑色的造型，說話的口氣較為孩子氣。
擁有令契約者能力暴走自滅的力量，亦可吸取人類魂魄并轉移到別處。人類的武器對其無效。
被銀的本體意識壓制時，會出現白色的第二種造型。
一度被銀中斷覺醒並封印於體內，期間紫苑依其父所創造的ME觀測網路進入銀的內在並與銀進行心靈對話，且許諾滿足她的願望。後因外部衝擊重新復甦，最终脫離銀的肉體而進入地獄門。
在門內與紫苑相見，協助後者完成複製地球。以白色銀的姿態與黑再會後，下落不明。疑似轉生為結局中的神秘男童。
伊邪那岐
三鷹文書記載之人物，借用日本神話的創世男神之名為代號。所指即是紫苑本人。契約者。
實行複製地球計劃的目的之一是將其作為禮物送給蘇芳。這一願望即是他與伊邪那美「交易」的部份。
在與伊邪那美見面期間，門內出現了多個未知次元而導致「地獄門」的打開。

## 登場角色

### 黑之契約者TV動畫版

#### 主角小隊
黑（聲優：木內秀信、入野自由（幼年））
本作主人公，20歲出頭的青年。在成為契約者前就被稱為「黑之死神」，武藝高超、自由操縱電流的契約者，梅西耶編號BK201。
隸屬「組織」設在東京的一個特工小隊，代號「黑」，本名不明。戰鬥時通常以戴著面具的黑色風衣形象出現，常用武器是飛索鋼絲和兩把雙刃刀。平日偽裝成敦厚善良的中國人留學生李舜生，居住在海月莊公寓。天生大胃王，擅長中華料理。業餘愛好是觀星。
性情冷淡。待在組織內的唯一目的就是尋找5年前於南美事件失蹤的妹妹，除此之外沒有別的生活信念。隨著與形形色色的人和事接觸增多，性格漸趨溫和，更和小隊的另外三人產生同伴意識。
其契約者能力實際是繼承自妹妹，而自身並非自成的契約者，也無須支付代價。除電擊以外，更可發動量子水平物質變換的高階能力，並藉由流星碎片的增幅從「門」內引發廣域不可侵入空間。因持有這一能力而成為「東京大爆炸」的關鍵人物。
在「東京大爆炸」的最後時刻選擇契約者和人類共存的「第三條道路」，而後和銀一起逃離組織。
銀（聲優：福圓美里）
北歐出身的17歲銀髮目盲少女，以水為媒介操縱觀測靈的Doll。
本名基爾西（Kirsi，芬蘭名），代號「銀」，在黑的小隊裏擔任情報搜集。平常在海月莊附近的一間香煙鋪當售貨員。記憶力和聽力都極佳，有絕對音感，雖有視力障礙也可進行一般的單獨行動。
在童年時代是一名感情豐富且活潑的女孩，在知名鋼琴家指導下學藝。不足7歲時接連遭遇父親飛機失事和母親車禍身亡的打擊。變成Doll和進入組織的過程不詳。
成為Doll以後，情感表現變得極為稀薄，宛如人偶，但內心仍然有著湧動的感情，會對母親之死的回憶感到負罪和悲傷。一直默默關注和支持著黑，並在後者影響下漸漸找回了「心」。從琥珀處得知黑的過去和未來。在故事結尾向黑傳達發自心底的呼喚，觀測靈形態亦開始向人形演變。
經歷某事件而和偵探所助手紀子結為朋友，曾接受後者借予的「薔薇之莫里斯」Drama CD等耽美物。平常穿的黑紫色哥特蘿莉服裝是在父親葬禮上所穿的喪服。人設靈感來自「人偶」這一概念。
貓（聲優：澤木郁也）
黑貓形態的契約者，在黑的小隊中負責行動和情偵支援，代號「貓」。能力是動物附身。
因在某事件中失去人類的身體，而只能長期附身於動物，亦從此不須支付代價。平時要通過耳朵上安裝的接收器連接網絡，從伺服器下載資料以彌補貓的腦容量不足，否則人類意識將很快被動物本性所覆蓋。
結尾因入侵伺服器數據庫，被組織切斷連線而變回普通的貓。之後這隻貓被神秘人物抱走。
詼諧愛吐槽，但作為契約者的自覺很深。其人類形態是一名40多歲的大學教授。本名里卡多（Ricardo）則於第二季透露。
黃（聲優：池田勝）
普通人類，矮胖謝頂的大叔。黑的小隊的命令傳達人，亦會參與行動支援。
本名久能潔，代號「黃」。曾經是刑警，因自己交往的女性用契約者能力殺死自己的搭檔，而非常厭惡契約者。同時由那次事件的陰影而恐懼於「組織」的手段。
因為具有才幹，並且自己不願被洗去記憶而被吸收進「組織」。起初對小隊的另外三人態度刻薄，後來漸漸接納他們。在最後爲了掩護同伴而與組織的追兵同歸於盡。
酒量超凡，自稱是免醉體質。喜歡抽煙，常看體育報紙。

#### 「組織」
白（聲優：名塚佳織、藤井結夏（幼年））
黑的妹妹，契約者。梅西耶編號BK201及其能力的真正所有者。代價是睡眠。
曾經是天真爛漫的小女孩，變成契約者後成為冷酷殺手。同黑有著深厚的兄妹感情，亦能體察到後者因自己所受的煎熬。
在天國戰爭中，第一個發現了組織試圖消滅契約者的密謀，而後在琥珀等人的協力下引發南美「天國門」的不可侵入空間，挫敗組織的計畫。與此同時，使用物質變換將自身融合進黑的體內，令後者成為繼承BK201能力的契約者。而南美大陸的一部分則因此消失，大批人類被捲入身亡。
5年間一直以某種形式存在於兄長體內，直到東京大爆炸結尾，在「門」內的奇異空間與黑永別。BK201的能力則得以保留。真名是「Shin（星）」。
琥珀（聲優：川上倫子）
參照月見草（EPR）
哈沃克（聲優：進藤尚美）
參照第5、6話
岸田 志保子（聲優：鵜飼留美子）
參照第19、20話
埃里克·西島（聲優：三木真一郎）
參照潘朵拉（PANDORA）
寶來 善充（聲優：池水通洋）
參照警視廳公安部

#### 警視廳公安部
霧原 未咲（聲優：水樹奈奈）
警視廳公安部外事四課課長，警視，27歲。主要負責契約者相關案件。能力出眾，正義感強，作風端正，被視為精英。雖然實際可算是美女，但因工作關係常作保守的制服打扮。
對契約者持中立態度，認為他們也應享有人權。自從某事件中和李舜生正式相識後，對他留下很好的印象。雖然有時會懷疑李舜生是否就是自己正在追捕的BK201，但都在對方的演技下打消疑慮。於東京大爆炸事件最後被黑救下，憑直覺猜出他的身份。此後一直希望能再見到黑，以尋求人類和契約者共存的未來之路。
與石崎香那美和艾莉絲·王是高中時期的好友。喜歡吃肉和油膩食物，但因經常運動而不會發胖。不戴眼鏡看東西會有些困難。駕駛一輛左舵的藍色保時捷911 Targa 4S型跑車。
齋藤 雄介（聲優：志村知幸）
霧原未咲的部下，32歲。身材高大，工作認真有幹勁而缺乏靈活。傾慕於未咲，但沒有勇氣告白。
河野 豐（聲優：鳥海浩輔）
霧原未咲的部下，28歲。染一頭黃髮，相對顯得輕浮散漫。常和齋藤一起搭檔。
松本 邦夫（聲優：福田信昭）
霧原未咲的部下，52歲。因最年長而受到未咲在內的四課成員尊稱。老練穩重，自稱年輕時是文學青年。
大塚 真由（聲優：稻村優奈）
霧原未咲的部下，25歲。負責四課和天文台之間的聯絡工作。
私下是熱衷動漫的腐女子，以「MAYUMAYU」的筆名在網上發表「薔薇之莫里斯」的同人創作。對三次元的男性缺乏興趣。曾有一次在賞櫻後遭遇黑，並迷上他的鎖骨。後來這段記憶因意外而消除。
寶來 善充（聲優：池水通洋）
公安部部長，53歲，霧原未咲的上司。氣質威嚴，常戴黑色手套（右手為機械化義手）。
實際是「組織」相關者。土星環計畫失敗後為掩蓋組織的痕跡，將埃里克·西島滅口。後遭黑打倒並被霧原等人當場逮捕。

#### 國立天文台
通過星象觀測和運用大量的Doll來監視契約者反應的機構。實際參考日本國立天文台三鷹園區（页面存档备份，存于）。
石崎 香那美（聲優：小林沙苗）
國立天文台主任，與霧原未咲和艾莉絲·王是高中同學，時任班長。
個性隨意，無堅持，和未咲私交甚篤。常向未咲透露情報。
星見大人（聲優：松尾佳子）
端坐於天文台中央觀測星象的神秘老婆婆，頭銜是特務天文官。自身是受動靈媒，似乎是作為Doll系統中樞的存在。平時總是閉眼沉默，但逢5年一次的大黑斑活動高峰期會開口念出類似讖語的話。
不受琥珀的時間停止能力影響。據稱持有「未來的記憶」，在第2季中去向不明。

#### 月見草（EPR）
琥珀（聲優：川上倫子）
首位确认存在的契约者。契約者集團EPR的領袖。淺綠長髮，琥珀瞳色的女性。梅西耶編號UB001。
原隸屬於組織，代號「琥珀」（Amber）。曾經作為雙重間諜潛入MI6，其間代號是February。天國戰爭時期，在南美同黑、白、哈沃克等人並肩作戰，並深受兩兄妹信賴的同伴。組織陰謀的知情者之一，協助白封印了天國門，而後領導EPR與組織之間展開長期抗爭致力於爭取契約者應有的權利。
能力是操縱時間，可令時間暫停、倒流，以及選擇性解除對象的時間停止。每次跳回過去，都會保留既有經歷的記憶，所以能夠「預知」很多事情。作為代價，每使用一次能力，肉體年齡會變小2歲左右，因此可使用次數非常有限。在南美時比黑年長，實際年齡不明。
從南美時代起愛上了黑，之後在追求契約者的未來的同時，亦一直試圖令黑得到幸福。因天國門事件，被後者誤解為背叛者而遭到仇恨，但最後終於達成了彼此的理解。
在「東京大爆炸」已經發動的情況下，為回應黑的願望，換來重新選擇的機會，透支僅剩的代價將時間逆轉。自身也隨之而消逝。
雨霧（聲優：桐本琢也）
EPR高級幹部，身材偏胖的褐髪男性契約者。能力是釋放衝擊波，代價是吃煮雞蛋。
個性沉穩，有大局觀，忠實輔佐琥珀左右。可能因為經常需要瞄準，平時會習慣性的閉上左眼。
在「東京大爆炸」作戰中疑似與柏木舞同歸於盡，於黑之契約者外傳確認生還。外傳中領導月見草的殘部在東南亞繼續活動，最終因銀的觀測靈暴走被吞噬靈魂而死。
魏 志軍（聲優：草尾毅）
身手不凡，自視甚高的中國人契約者，能力是令自己血液附著的物體消滅，代價是流血。梅西耶編號VI952。
原香港黑道青龍堂幹部，實施武力奪權時遭遇黑並被擊敗。後加入EPR以求有朝一日與他再戰。在與黑的最終决鬥中敗亡，臨死之際為其打開進入「門」的通路。
布麗塔（聲優：中村千繪）
金髮碧眼的女性契約者，能力為人類活體的瞬間轉移，代價為親吻他人。
以秘書的身份潛伏於美國駐日大使館，完成劫持施羅德博士的任務。在「東京大爆炸」的作戰中身亡。
玛基（聲優：三瓶由布子）
參照第15、16話
阿爾瑪（聲優：高乃麗）
參照第19、20話

#### 英國秘密情報局（MI6）
November 11（聲優：井上和彥）
MI6最強的特工，金髮白人男性契約者。能力是令接觸物體的水分凍結。代價為吸煙，但本人卻對此十分厭惡，並把吸煙的害處倒背如流。
為人風趣且有紳士風度。並不使用代號而習慣以傑克·西蒙自稱。個人品味獨特，抽DEATH牌（页面存档备份，存于）的香煙，使用兒童手機。駕駛一台紅色馬自達RX-8。
自視為合理的契約者，但實際仍然懷有感情和衝動。為探求真相，以身試驗琥珀的預言，與上司Decade同歸於盡。
April（聲優：本田貴子）
MI6三人組的黑人女性契約者，25歲，出身於倫敦。能力是聚集大氣中的水分，代價是飲酒。
自身喜歡喝酒且酒量不凡。
July（聲優：淺井清己）
MI6三人組的白人少年Doll，可透過金屬和玻璃放出觀測靈。
和November 11、April之間有同伴意識。
Decade（聲優：野島昭生）
MI6遠東地區的負責人，中年謝頂白人男性，November等人的上司。實際是「組織」相關者。

#### 潘朵拉（PANDORA）
埃里克·西島（聲優：三木真一郎）
潘朵拉部長，組織相關者。外表儒雅，幹練而有城府的戴眼鏡男性。指揮了旨在消滅契約者的「土星環計畫」。計畫遭失敗後，被同為組織成員的寶來善充滅口。
羅伯特·施羅德（聲優：家弓家正）
「門」研究領域最權威的物理學家。不修邊幅，不拘泥於人道爭議或政治立場的純粹的科學家。開發了出反門粒子技術，用於「門」的湮滅計畫以及反契約者武器。
謝爾蓋·維克托洛夫（聲優：田中秀幸）
參照第11、12話
米娜·坎達斯瓦密（聲優：大原沙耶香）
參照第11、12話
尼克·希爾曼（聲優：中原茂、本城雄太郎（少年時期））
參照第11、12話

#### 久良澤偵探事務所
久良澤 凱（聲優：松本保典）
私家偵探，久良澤偵探事務所所長。本名松吉，曾經當過刑警。喜歡自吹，實際才幹有限。因為接不到什麽委託，經常發不出工資。生性怕貓。
茅沼 紀子（聲優：加藤英美里）
久良澤偵探事務所助手。粉紅色雙馬尾的年輕女孩。喜歡動畫和Cosplay的腐女子，尤其癡迷「薔薇之莫里斯」系列，也因此和大塚真由結識。
因鎖骨而看上李舜生。經過尋人事件和銀結成朋友。

#### 海月莊
黑在東京居住的「國際化」公寓。
大山 美玲（聲優：坂本千夏）
海月莊的房東太太。相當喜歡「認真讀書的李舜生」，多話且性格豪放。自稱能說七國語言。
大山 敏郎（聲優：岩田安生）
大山美玲的丈夫。沉默寡言，喜好園藝。
艾琳（聲優：齋賀觀月）
菲律賓人女性。來日本從事服務行業掙錢供在家鄉的弟弟和妹妹讀書。
鮑伯（聲優：竹田雅則）
沉默寡言的瘦高黑人男性。在番外篇中，曾誤以為前來跟蹤李舜生的大塚真由是在試圖接近自己。
路易斯（聲優：中川慶一）
白人男性，自稱為「搖滾的傳教士」，為了發揚搖滾之魂而來到日本。
約修亞（聲優：福原耕平）
白人男性，為學習日本動畫而從以色列來到日本。

#### HomeRun軒
黑常去光顧的一間中華料理小店。
王 泰明（聲優：福原耕平）
HomeRun軒的店長。
王 理花（聲優：水澤史繪）
王泰明之女，上學的課餘在店裡幫忙。貓的飼主之一，並給他起了個名字叫「費爾南德斯」。

#### 各單元登場角色

##### 第1、2話
路易（聲優：加瀬康之）
法國對外安全總局（页面存档备份，存于）（DGSE）的契約者，白人男性。能力為重力阻斷，代價是折斷自己的手指。梅西耶編號GR544。
任務是回收篠田千晶所持有的與「門」有關的機密情報。被警察追捕途中，遭遇黑的襲擊。接受盤問後被後者殺死。
篠田 千晶（聲優：豐口惠）
日本人女性，26歲，原國立研究所研究員。從研究所盜出情報後，在等待路易前來接頭的期間，化名原口千晶在夜店上班，以掩人耳目。住在海月莊黑的隔壁。
被約翰等人殺害後，由Doll頂替身份來將黑引入圈套。後來Doll替黑擋下致命一擊而死。
約翰（聲優：羽多野涉）
DGSE契約者，年輕白人男性，能力是物質交換，代價是整齊的排列石子。
任務與路易相同。劫持不肯合作的千晶並得到情報後，將她殺死。隨後實行誘殺BK201的作戰。
鮑爾（聲優：大黑和廣）
DGSE契約者，黑人男性，約翰的同伴，能力是爆破對象並硬化飛散物，代價是吃野草。
亞倫（聲優：大西健晴）
DGSE特工，白人男性，路易和約翰等人的協助者。同以上兩人均被黑所殺。

##### 第3、4話
柏木 舞
東京的女中學生，田原耕造之女。父母離異由母親撫養，故隨母姓。母親去世後重新由父親監護，但父親常不歸家，以致關係僵化。但兩人實際都很重視對方。
幼年時契約者能力覺醒，被其父用地獄門的花種抑制住，不料卻成為延遲支付者。目睹父親之死後恢復為契約者，能力是放火，代價為唱歌。
被接收進「組織」成為戰鬥員，於第24話再登場同雨霧交戰。最終捲入粒子加速器的爆炸而死。
田原 耕造（聲優：目黑光祐）
柏木舞的父親。第一隊地獄門調查隊的唯一生還者。從門中帶出可抑止契約者能力的神秘花種，並將之植入女兒的手腕。
爲了可以持續抑制舞的契約者化，不斷進行著栽培花種的研究，但終告失敗。
肯尼斯（聲優：石井康嗣）
契約者傭兵企業，麥亞希爾頓公司的代理人。討厭契約者。
為回收田原耕造的研究成果而來日本對其施以脅迫。被能力覺醒的柏木舞所殺。
盧柯（聲優：山野井仁）
與肯尼斯同行的契約者，黑人男性。能力是空氣固化與操作，代價是折書頁。殺死田原耕造，之後被黑所殺。

##### 第5、6話
哈沃克（聲優：進藤尚美）
姿容端麗，雙眼冷峻的紅髮女性契約者。能力是在任意地點製造真空，代價為吸取幼童的鮮血。
天國戰爭時期黑、白、琥珀等人的同伴。在「組織」裏的代號是「紅」（Carmine）。殺人成百上千，被稱為史上最惡名昭彰而令人畏懼的契約者之一。
於5年前，南美的天國門消失之際喪失能力，之後流落東歐。被MI6抓獲後，在移交潘朵拉過程中被黑的小隊劫走，與黑的交談中似乎取得了對方一定的理解。後試圖靠近「門」取回記憶來幫助黑尋找妹妹，被November 11等人追至並殺害。

##### 第7、8話
浮山 則夫（聲優：佐佐木望）
以菲奧雷化妝品株式會社的產業間諜為狙擊目標的契約者。實際上是被名叫阿米陀·卡普爾的人類附身能力者所附身。資料記載的浮山則夫則是一名重力操作能力者。
卡普爾與「貓」同為失去身體即一次付清代價的契約者。習慣嗅原本身體時穿的襪子，以尋回對自己原本身體的感覺，也因而被誤解為卡普爾的代價。最終死於黑的手上。
弓月 亞璃沙（聲優：松井菜櫻子）
委託久良澤偵探事務所尋找寵物貓的年輕寡婦。其亡夫原在菲奧雷擔任要職。委託尋貓的真實意圖是想讓人發現其丈夫前妻的遺體。

##### 第9、10話
霧原 直泰（聲優：寶龜克壽）
警视监，警備局局長，霧原未咲之父。非常愛護女兒，以至有時會稍微的公私不分。
魏 志軍（聲優：草尾毅）
參照月見草（EPR）
王 少棠（聲優：宮內敦士）
在新宿活動的三合會組織·青龍堂的堂主。被意欲奪權的魏志軍殺害。
艾莉絲·王（聲優：伊藤靜）
王少棠的女兒，和霧原未咲、石崎香那美是高中同學。重視同未咲的友情，但因為自己和未咲身份的衝突，而變得自暴自棄。
因為不願繼承父親堂主的身份而與魏志軍合作除掉青龍堂的堂主及幹部，最後被魏志軍殺死。

##### 第11、12話
謝爾蓋·維克托洛夫（聲優：田中秀幸）
潘朵拉主任研究員，中年謝頂男性，組織相關者。在流星碎片失竊事件中冷靜的掌控事態進展，亦有參與土星環計畫。
米娜·坎達斯瓦密（聲優：大原沙耶香）
潘朵拉研究員，弱氣的年輕印裔女性。爲了能在潘朵拉內進行研究而領受組織的任務。因對黑有好感而採取過自發行動。
尼克·希爾曼（聲優：中原茂、本城雄太郎（少年時期））
潘朵拉研究員，中青年白人男性契約者。能力是控制電流，代價為將殺死對象的鞋子倒擺。受僱於CIA，以回NASA為條件，受命將流星碎片從潘朵拉盜出。
有一個妹妹，喜愛觀星並自稱懷有夢想，與黑有著許多共同點而成為知己朋友，但彼此發現對方身份后即反目相鬥。過程中被捲入因黑的能力被流星碎片激發而產生的奇異空間，消失身亡。
卡麗娜·莫庫（聲優：石塚さより）
CIA派入潘朵拉接應尼克的間諜，表面身份是北京大學三年級學生。其任務是將流星碎片轉移出去。
受「門」內所產生的幻覺影響而精神崩潰，以交出贓物為條件，請求提前被放出研究所。被尼克發現後滅口。
柯克·林賽（聲優：咲野俊介）
潘朵拉研究所的警衛隊員。為了奪回流星碎片被尼克電殺，死後腳上的靴子被尼克脫下而倒擺。

##### 第13、14話
伊扎克（聲優：青山穰）
俄羅斯聯邦安全局（FSB）的契約者，能力是捕捉觀測靈，並且能夠讀取其意識，代價是寫詩。梅西耶編號CY463。
受命調查黑等人背後之組織的情報，而試圖抓捕銀。被黃狙擊身亡。
貝爾塔（聲優：さとうあい）
同伊扎克搭檔的契約者，同時也是一名女歌手。能力是藉由聲音對物體產生共鳴進而進行破壞，代價是吞食異物催吐。
曾是單身母親，因自己過失致女兒死亡，對此有深深的負罪感。與黑交戰時被對方反擊殺死。
埃里斯·卡斯特寧（聲優：井上倫宏）
北歐出身的知名鋼琴家，銀過去的鋼琴老師。曾經暗戀著銀的母親。
來到日本委託久良澤偵探事務所尋找銀的下落，並試圖帶她回國。最終銀選擇留下，而卡斯特寧自己被消除相關記憶後歸國。
安妮（聲優：鷹森淑乃）
銀的母親。同丈夫非常恩愛，賢妻良母式的女性。在十年前，爲了救下女兒而死於交通事故。

##### 第15、16話
玛基（聲優：三瓶由布子）
EPR核心成員之一，雙色妖瞳的白人少年契約者。能力是爆破自己觸摸過的物體，代價是喝熱牛奶。
對琥珀抱著有獨佔欲的仰慕之情。與November 11交手時，在對方三人的協同作戰下被擊殺。

##### 第17、18話
櫻井 健兒（聲優：吉野裕行）
東京黑道「中澤組」的小弟。在一次夜店鬥毆中與李舜生相識。
爲了從大哥手上救出自己愛上的一名Doll，而尋求李的幫助。在黑和銀的協力下，二人最終成功逃離東京去了秋田。
一橋 誠志（聲優：菅原正志）
中澤組的幹部，健兒幼時起崇拜的大哥。私下進行著Doll的販賣而被組織盯上。非常有野心，在內部權鬥中殺死了組長。
曾經有過一名想要守護卻沒能做到的女性對象。在放走健兒等人之後，被不明身份的槍手暗殺。
無名Doll
被中澤組販賣的短髮紫瞳少女Doll。被健兒一見鍾情。以自己的意識接受了健兒，並一度放出觀測靈為他呼救。
雖然不知是夢境與否（監督語），在二人逃離的列車上對健兒展露了笑容。

##### 第19、20話
阿爾瑪（聲優：高乃麗）
白人女性契約者，能力是變換外貌，代價是身體老化。
門原理主義者友愛會，簡稱天門友愛會的宗教團體的教祖。應EPR的要求，秘密為之搜集大量的Doll。
爲了尋找將契約者從「劫數」中解脫出來的道路而選擇依靠信仰，並夢想契約者與人類的和諧共處。在以變身保持容貌和不斷支付代價的循環下，最終迎來死亡。
岸田 志保子（聲優：鵜飼留美子）
隸屬於「組織」的日本女性契約者，能力是破壞目標內臟，代價為在一段時間內回覆身為正常人的情感。因任務被派遣接近黃，並與之發展出戀情。
潛伏於天門友愛會三年，伺機刺殺教祖阿爾瑪。任務失敗後，本來要接受由黃執行的處決，但黃下不了手。後來跟黃在逃離組織時發現組織的追蹤者後，為了保護黃而選擇自殺。
磯崎 壮一（聲優：楠大典）
黃在公安時代的搭檔。實際同阿爾瑪有關聯並為她做了掩護，被「組織」派遣志保子抹殺。
磯崎 静香（聲優：川村万梨阿）
磯崎的夫人。目睹丈夫的死，但之後被組織消除記憶，以致再不能記起丈夫的事情。如今獨自在東京經營一間酒屋。

### 黑之契約者Asuka漫畫版
師能 奏
漫畫版故事中的女主角。父親變成契約者並犯下《殺了十二個人》的命案而被警方更改記憶，曾目睹黑和克蘭格的打鬥，記憶曾被黑消除，但最後仍有想起來。
被名為維根里特的組織認為是拉攏黑的契機而遭自己父親的追捕，奏的母親也在保護自己女兒的過程中被丈夫殺害。
對黑有好感，但覺得「自己和契約者的世界是不同的」。最後和黑一起經歷一次冒險後，在喪父喪母的情況下被阿姨收養，移居他地。
師能 靜馬
奏的父親。能力是操控水、代價是自行嘔吐，維根里特裡稱「修提爾」，克蘭格命令抓女兒－奏誘黑加入維根里特，但失敗逃離。
在第二次追捕奏的行動中殺死自己的妻子，但被黑打敗並墜樓，最後被克蘭格殺害。
克蘭格
維根里特的首領，本名叫御吹響。能力是用手放出超音波讓物質產生共鳴，以進行內部破壞。喜歡蒔田美沙。
是維根里特計畫的被實驗者，因其計畫而成為契約者，也因為並不是自然產生的契約者，所以不需支付代價，也沒有契約者的道德觀。最後因為了救穆斯克進入門裡頭去，成功後和穆斯克和葉音一同被門後的神秘力量帶離地球消失。
毬谷葉音
克蘭格身邊的Doll，觀測靈媒介為電波，代價為睡眠。是擁有記憶的Doll。很羨慕奏，因為奏與葉音的家人很像。
因為最初的維根里特計畫後失敗，造成美沙的一部分意識轉進來，此後葉音一些不屬於Doll得該有的行動，都是蒔田美沙的意識。最後進入了門裡頭復了意識，但和克蘭格與穆斯克文同被門帶離地球消失。
戴爾
契約者，能力是將自己與地面融合並且能透過地面窺視，代價不明。克蘭格命令他殺掉師能奏卻被黑所殺害。
穆斯克
契約者，本名叫蒔田美沙，能力是剝奪契約者的能力，將其轉為自身的能力，代價是使身體虛弱。自從被克蘭格救出後一直被安置在克蘭格的公寓內。
因最初的維根里特計畫後失敗，造成有一部分的意識轉入了葉音裡面。最後因重開維根里特計畫死亡，而存在於葉音的意識也完全覺醒了。羨慕奏，因為奏讓她覺得很自由與憧憬。最後因克蘭格抱著她的屍體，進入門裡頭的世界，以門的神力使屍體復活，但她和克蘭格和葉音三人一起，因為被門的力量禁止透露的秘密被帶離地球。

### 漆黑之花

#### 主要角色
黑
被稱為「黑之死神」，武藝高超，能自由操縱電流的契約者，梅西耶編號BK201。
「東京大爆炸」以來叛離了組織，和銀一起踏上漂泊之路。雖不斷遭遇各方勢力的追殺，但爲了解決新出現的「黑花」攜帶者·哈維斯特而暫時逗留在東京。
救下了黑花的受害者月森梓，並與潘朵拉一行人暫時結盟，擊敗了「組織」的覺醒者部隊。最終殺死事件元兇哈維斯特之後，同銀遠走高飛。
銀
伴隨著黑的北歐目盲少女，以水為媒介操縱觀測靈的Doll。在黑的後方提供情報支援。
比起小隊同伴時期，和黑的關係變得大為親近。不時表現出對他的依存感。
中途開始出現觀測靈人形化的徵兆，並有數次隱晦的反常表現。在決戰存亡之際，給予了黑關鍵性的支持，使他得以擊敗哈維斯特。
哈維斯特
梅西耶代號HV117的契約者，能力是物質分解，代價是吞咽丸狀物體。本名馬修·埃德納。
據信早已死亡，實際卻被「黑花」寄生，並在東京大爆炸中從潘朵拉逃出。不斷為黑花尋找宿主，引起了黑的注意並遭後者追殺。
曾在南美被琥珀重傷，對她的輕蔑耿耿於懷而誓要破壞琥珀所見的未來。極力否定人類，聲稱要消滅世間的「不合理性」，以見契約者和人類孰優孰劣。
在同黑的最終決戰中，力量被反轉，自我銷蝕而死。
月森 梓
水丘女子高中學生，排球部成員，個子不高但彈跳力極佳。
和教練實岡大助師生戀，卻發現自己被其玩弄感情。爲了報復而接受哈維斯特的引誘，在身上種植黑花成為「覺醒者」。是首個覺醒後仍然存活的特例。她的花也因此被奪去用於覺醒物質的提取。自己力量隨花喪失。
關於已死好友的記憶被黑花奪去，用以復活成形。爲了取回記憶而隨黑身臨戰場，最終得以渡化黑花，解開心結。之後向警方自首。
黑花契約者
能力是以黑色蒲公英來操縱別人的契約者。代價是自身的存在被人遺忘。因在「門」內偶然拾到流星碎片，力量失控而被花同化，不但喪失人形，亦忘記了自己的過去。直到被潘朵拉的科學家發現並移植到哈維斯特身上，才得以重見天日。
關於他/她的一切資料也未得保存，仿佛從未存在於世上。爲了重新成為一個獨立的存在而同哈維斯特合作。哈維斯特幫它尋找宿主，而自己承諾幫哈維斯特散佈黑花，使全世界人類變為覺醒者。
吞噬了月森梓對好友響子的思念和記憶，經過江藤博士培養，終於以「響子」的身份復活成人，並攜帶當年拾到的流星碎片。
在故事結尾，流星碎片被梓打落而喪失力量，隨著梓的記憶復原，黑花自身終歸於虛無。

#### 警視廳公安部
霧原 未咲
公安部外事四課課長。接手連續離奇殺人案件以來，逐漸深入到與哈維斯特和黑花相關的調查中。
發現BK201仍然徘徊於此地後，亦抓住一切機會來追蹤他的身影。於結尾利用施羅德博士提供的裝置破壞了失控的流星碎片，阻止了災難性的事態。
柳 一世
公安部代理部長。由外務省派遣接任被解職的寶來部長之職，監視外事四課的運作。
表面作風慵懶，實際頭腦清晰。在四課抓捕哈威斯特的行動失敗後，向霧原傳達了上層要解散四課的決定。
大塚 真由
參照動畫第1季。
齋藤 雄介
參照動畫第1季。
河野 豐
參照動畫第1季。
松本 邦夫
參照動畫第1季。在抓捕哈威斯特的行動中失去左臂，而後決定退休。

#### 潘朵拉（PANDORA）
帕賽爾
潘朵拉的契約者，戴著動物耳朵頭套（代價）和圓形眼鏡的小女孩。能力是本人允許的空間移動。
因身為契約者被父母嫌棄，5歲時離家出走，被潘朵拉收容。不喜拘束而多次出逃。在潘朵拉內結識了強普，與後者成為夥伴。
在被覺醒者部隊圍剿過程中負重傷，但仍然手刃了殺害朋友的仇敵。後被轉往警察醫院看護。
強普
帕賽爾的同伴，接受了身體強化改造的Doll，體型巨大的大漢。觀測靈媒介是草。
原本是D兵器計畫的試驗品，計畫擱置後本應被廢棄，但在帕賽爾的請求下得以避免。「強普」這個名字也是帕賽爾所起。
為掩護帕賽爾和銀，超負荷運轉致過熱而死。
米娜·坎達斯瓦密
潘朵拉研究員，曾在某任務中與黑有過接觸並對他抱有好感。「黑花」研究項目的最初發起者，並首先發現了覺醒物質。因抵制濫用黑花所帶來的危險，遭其他人排擠出了研究項目。
被麥克斯雷槍殺。
謝爾蓋·維克托洛夫
潘朵拉主任研究員。身為主管，掌握著「黑花」及哈維斯特相關的內幕。為避免災禍的擴大化而向公安和黑兩方面提出了協力請求。
面對麥克斯雷的威脅，拒不合作而被槍殺。
羅伯特·施羅德
曾參與開發反契約者武器與建造土星環的「門」領域權威物理學家。自從土星環計畫失敗後，處於被軟禁在研究所內的狀態。
向霧原提供了謝爾蓋·維克托洛夫開發的反門粒子照射裝置，令她得以化解危機。

#### “組織”
西島
西島集團總帥，埃里克・西島之父，「組織」的激進派人物。主導黑花計劃並將覺醒者投入實戰以對抗契約者。
計劃破產後遭到哈維斯特反撲，險些喪命。
雷納德·麥克斯雷
有「鐵男人」稱號的傭兵部隊將軍，西島的同道及協力者。「組織」內最積極的黑花計畫推動人。
以強硬的反契約者立場著稱。南美天國戰爭時代，他手下的部隊沒有一個契約者成員。是當時將黑培養為拔尖戰士的人。
親自率領覺醒者部隊圍剿黑和潘朵拉一行人。被帕賽爾的能力送至極限高空，墜海而死。
江藤
「黑花」項目的研究員之一，幫助西島推進黑花計劃的瘋狂科學家。
不顧一切地沉醉於黑花的培養，結果死於自己的「創造物」之手。
阿比吉爾・克罗夫特
西島手下的女性契約者。能力是干擾對手的知覺，代價是舔別人的頸或臉。
在本部遭受哈維斯特圍攻之時，為求自保而與黑等人結盟。
贝利
麥克斯雷手下的覺醒者突擊部隊隊長。覺醒等級4，能力為「超感知」，擁有超出人類範疇的敏捷度和反應力。
在同黑的戰鬥中一度處於壓倒優勢，但最後被對手使出物質變換能力而打倒。

#### 其他角色
實岡 大助
水丘女子高中排球部教練。花花公子，玩弄包括梓和響子在內的許多女性。為堵住梓的嘴而設計害之，最終卻被暴走的梓殺死。
響子
水丘女子高中學生，梓的好友。大助的親戚，同時也是他的女友之一。
和梓一樣接受黑花的移植，並因為大助而同梓爭執，不幸捲入黑和哈維斯特的戰鬥中身亡。
石崎 香那美
霧原未咲的好友，原國立天文台主任。在天文台資源以東京大爆炸中的疏漏之名被接收後，引咎辭職，去了夏威夷的觀測所。
琥珀
於「東京大爆炸」消逝於「門」內的EPR領袖，操縱時間的契約者。因為看到過關於哈維斯特的未來，而預先給黑留下提示。
在南美天國戰爭中率領著最強的一群契約者。黑是她的部隊裏唯一一個人類。

### 流星之雙子

#### 主要角色
蘇芳·米哈伊洛芙娜·帕夫利琴科（聲優：花澤香菜）
「流星之雙子」的女主角，居住在海參崴的13歲少女。
俄日混血，和身為科學家的父親以及雙胞胎弟弟紫苑一起生活。運動全能，性格開朗，有男孩子氣。熱衷於攝影。
原本平靜的生活在某天被接踵而至的襲擊者打破。目睹一連串親友死去的慘劇，突變為契約者，性格也變得陰沉。能力是憑空召喚出一把PTRD-41反坦克步槍，代價為折紙。契約之星是一顆紅色星。
爲尋找弟弟，隨殺父仇人的黑一起前往東京。經歷各種波折，逐漸對黑萌生複雜的感情，由起初的憎恨最終轉化為愛慕。
自身事實上是只有性別不同、誕生僅兩年的紫苑複製體，而真正的蘇芳已在8年前死於莫斯科的爆炸事件。包括水族館在內的多數記憶都是用ME技術偽造，並且藉由隨身佩戴的流星核來固定。東京之行是在紫苑的計劃中，爲了測試記憶固定效果的實驗。
到「門」內與紫苑相見的同時也踏入計劃的最終階段。被消除記憶後，靈魂被送往複製地球，在那裡成為一名父母相伴、平凡快樂的女中學生。可能由於黑的臨別之語，仍然保留「被誰守護著」的模糊記憶。
姓氏設定可能參考真實歷史人物，蘇聯女狙擊手柳德米拉·帕夫里琴科。名字「蘇芳」則取自同名的顏色。身高設定是138cm。
貓（聲優：澤木郁也）
動物附身能力契約者，前作中黑的同伴。通過數據備份保留了「東京大爆炸」結末之前的記憶。受雇於奧萊優女士，附身於蘇芳的寵物鼯鼠「裴洽」身上，與黑和蘇芳一起行動。個性一如前作，喜歡吐槽。
本名里卡多（Ricardo），過去是「組織」的間諜，8年前在莫斯科遭敵人暗算，身為人類的本體被炸死，從此只能長期附身於動物。13年前「門」出現的前夕，曾在東京與蘇芳的母親有過一面之緣。
本季最後與小林、霧原、奧萊優等人結盟。片中還透露他是個腳踝愛好者以及曾經和奧萊優交往的事實。
July（聲優：淺井清己）
MI6的少年Doll，以金屬和玻璃為觀測靈媒介。在MI6於海參崴的接連失敗後，任務中止，遂自行與黑和蘇芳等人合流。
與蘇芳產生了強烈的同伴感情，並最終自己選擇追隨蘇芳。和蘇芳一樣，靈魂被伊邪那美送往複製地球，在那裡重生為普通的小男孩。
黑（聲優：木內秀信）
被稱為「黑之死神」的殺手，23~25歲。梅西耶編號BK201，體術強悍，能自由操縱電流而不用付出代價的契約者。曾活躍於史稱「東京大爆炸」的事件。
在一年半的兩人逃亡生活中，對銀產生無法割捨的感情。互相視為最重要的人而祈求長相廝守，但銀的逐漸「覺醒」卻迫使兩人分開。因銀的失蹤而深受打擊，終日不修邊幅以酒澆愁。認為銀的變化是自己的責任。
受奧萊優以找到銀的下落為條件相誘，作為雙重間諜參與CIA突襲海參崴的帕夫利琴科博士研究所的行動，確保了蘇芳和流星核。在並不知曉真實目的的情況下，按奧萊優指示將蘇芳帶往東京。性情較以往變得更為頹廢粗暴，最初和同行的蘇芳等人相處並不和睦，後逐漸彼此接納。自言在蘇芳身上看到了自己的影子。
第四話中與蘇芳、July一同來到日本時，以韓國名字－李玄植為假名。
在本季開篇不久即遭反契約者武器擊中而喪失契約者力量，變回普通人類。以此狀態度過流星雙子的大半篇幅。但隨著不斷接近銀的蹤跡，反而逐漸振作起來。故事結尾，於「門」內流星核碎掉的同時取回物質變換的巔峰能力，並施展在銀的身上。兩人消失在奇異空間的光芒裏，只餘BK201的星光重現於空中。
在最後一幕則是黑公主抱著銀的身體，走在草原上。
銀（聲優：福圓美里）
出身北歐的19歲少女，以水為媒介操縱觀測靈的Doll。前作中黑的同伴。
「東京大爆炸」後同黑一起逃離「組織」，一年多以來慢慢形成戀人般親近的關係。對黑依戀至深，以至無論如何也難以放手。
自上季末尾進入「地獄門」中心以來，意識開始受到神秘精神體的接觸。感覺到黑在身邊時，這股影響便會加劇，甚至佔據本體意識。作為表像，觀測靈開始具有人形，並發展出可反噬契約者的力量。由此被確認為「伊邪那美」的銀為各方勢力所爭奪，最終促成伊邪那美覺醒的到來。
出於保護黑的意圖而離開了他，以自身全力將伊邪那美封印於體內並進入沉睡。之後被三號機關封存於冷藏裝置，運往東京。途中遭遇襲擊，導致封印破壞。最終伊邪那美脫離銀的肉體，在「地獄門」中覺醒成形。
在「門」內與黑再會時，恢復本身的意識。接受黑的能力而回復為肉身形態，結局兩人一同去向不明。門內最後留下一個長相酷似銀，且具有伊邪那美力量的男童。按「三鷹文書」的記事，很可能是從銀身上分離出來的產物。

#### 蘇芳家
紫苑·米哈伊洛維奇·帕夫利琴科（聲優：桑島法子）
蘇芳的雙胞胎弟弟。根據蘇芳被偽造的記憶，紫苑是在兩年前因空中掉落的流星核而失去右眼，成為契約者，作為代價只能在輪椅上生活。真實情況是，紫苑從出生起就是契約者。其能力是「有一處不同」的複製，而代價是衰弱。
性格冷酷，但對蘇芳抱有特殊的感情。於流星核墜落的同時複製自己而成現在的「蘇芳」，並從那時起開始他的複製地球計劃，作為給蘇芳的禮物。自身是「三鷹文書」記載中的「伊邪那岐」，其存在一直由父親對外隱瞞。本季結尾與伊邪那美在「地獄門」內會面，並在後者協助下複製地球，自身透支代價而死，靈魂像其他契約者一樣被伊邪那美吸去。
「紫苑」這個名字來自紫菀草，並象徵紫色。
米哈伊爾·伊萬諾維奇·帕夫利琴科博士（聲優：堀勝之祐）
蘇芳和紫苑的父親，俄國人科學家，ME（記憶操作機）研究的第一人。開發過ME領域的多項技術，並發展出ME Network理論。自己和妻子都曾經是「組織」相關者。
協助著紫苑進行他的複製地球計劃。在本季開篇疑似被黑「殺死」，實際只是紫苑用於掩人耳目而複製的替身（瞳色不同）。
深愛自己的兒女。在池袋遭遇三號機關追捕時，為掩護蘇芳負傷身亡。
牧宮 麻子（聲優：玉川紗己子）
苏芳和紫苑的母亲，日本人。现居东京的摄影家，常在各地旅行。为苏芳所一直憧憬。
8年前離開丈夫，帶著蘇芳的骨灰回到日本。当又一個「苏芳」出现在眼前时，情绪失控并拒绝接受她。

#### 三號機關
霧原 未咲（聲優：水樹奈奈）
原警視廳公安部外事四課課長，主要負責關契約者相關案件。29歲。四課解散之後轉任八丈島警署（页面存档备份，存于）署長，但從未放棄追蹤BK201。在小林吾朗邀請下以「一之瀨彌生」的化名加入三號機關。
循著奧莱優女士和琥珀留下的提示，獲知了三鷹文書的情報。受琥珀所托，請她向黑指示正確的道路。懷著這一強烈的念頭，在「複製地球」的最終階段，於門內見到了黑和銀等人最後的身影。
之後與小林、奧莱優等人結為同盟，為防範「災禍」而展開行動。
鎮目 弦馬（聲優：三宅健太）
三號機關所屬，使用古武術的男性契約者。能力為將周圍的無機物質化為自身裝甲，代價為艾灸。發動能力時的物理攻擊和防禦力都極高。
有戀童癖傾向，喜歡可愛小男孩，有「變態」之稱。一直將蘇芳誤認為紫苑。性格兼具輕浮與殘暴的兩面。
實為CIA的雙重間諜。為套出伊邪那美的情報，拷問並殺死了澤崎耀子。同葉月的决鬥中，眼部被刺穿而慘死。
葉月 水無（聲優：齋賀觀月）
三號機關所屬女性契約者，黑色長髮、穿著男裝的忍者。能力為將條狀物體變成白刃，代價為與男性接吻（自身非常厭惡這個代價）。
出身於黑道世家「生田家」。變成契約者後因我行我素而遭外祖父·生田真之逐出家門。有一病危中的母親（水繪）。
同性戀者，和同僚的澤崎耀子有著曖昧關係。與黑多次交手互有勝負。本季結尾同鎮目戰鬥後去向不明。
澤崎 耀子（聲優：吉住梢）
三號機關所屬，鎮目和葉月的助手。清純可憐的天然系巨乳眼鏡娘。和葉月有曖昧關係。
負責技術支援和與上層聯絡。身為小林的心腹部下，掌握著三號機關以及三鷹文書相關的多項機密。
小林 吾朗（聲優：大友龍三郎）
三號機關課長，霧原、鎮目等的上司。對外頭銜為總務省統計局統計調查部第二監查課課長。
掌握「三鷹文書」和伊邪那美相關的多項機密，三號機關多數行動的決策者。本季結尾與奧莱優、霧原等人結盟。
其形象神似骷髏13（页面存档备份，存于）。

#### 英國秘密情報局（MI6）
August 7（聲優：松風雅也）
MI6所屬特工。穿戴紅色大衣和禮帽，灰白長髮的男性契約者，通稱「魔術師」。能力是扭曲自身周圍的空間以使物體可以隨意穿越，各种武器随手可得（謂之「沒有機關的真正的魔術」），代價是說出魔術表演的手法。
與黑戰鬥時被打倒，並被鎮目施與致命一擊，疑似死亡。但最終話再度出現於「門」內，試圖勸說July歸隊。
April（聲優：本田貴子）
前作登場的黑人女性，操縱大氣水分的契約者，代價是飲酒。假扮為研究員「貝拉」潛伏於帕夫利琴科博士的研究所，伺機取得博士的研究資料及確保博士和紫苑。
帶領蘇芳逃走時遭遇黑的襲擊身亡。

#### 俄羅斯聯邦安全局（FSB）
塔尼婭・阿克羅（聲優：石川由依）
蘇芳的同學兼好友，溫和善良的金髮美少女。對高年級的尼卡抱有仰慕之心，並對後者與蘇芳的親近關係暗懷嫉妒。
剛剛開始同尼卡交往即成為契約者，能力為操縱大量的蟲（動畫中為蟑螂），代價為扯斷自己的頭髮。性格也變得冷酷而忘記感情。
被FSB收編后參與追捕蘇芳的行動，最後被紫苑狙擊身亡。
萊普寧（聲優：小室正幸）
FSB情報部少校，塔尼婭和葛朗的上司。負責契約者的培養和管理。在日本追捕黑和蘇芳一行人的行動中，遭到黑的反擊身亡。
非常痛恨同屬俄國情報機構的契約者伊利亞，因為他是殺死自己侄女的兇手。
葛朗（聲優：真殿光昭）
FSB的契約者。能力是短距離內超速移動。代價是吃漢堡，自身也詛咒這種命運。抓捕蘇芳時與April作戰，高速中被雨滴貫穿身亡。

#### 中央情報局（CIA）
約翰・史密斯（聲優：中田讓治）
CIA追捕伊邪那美和伊邪那岐的行動負責人。左眼有傷疤，常戴墨鏡。孫子兵法愛好者。多次向奧莱優打探情報。
複製地球出現之時，帶領部隊奪取了東京「地獄門」的控制權，但最後在門內被長相和銀相似的謎之男童吸走魂魄而死。

#### 情報商人
奧莱優夫人（聲優：幸田夏穗）
有「耳朵（Oreille）」之稱的情報商人，金色短髮的成熟女性。出身法国的政治贵族世家。神出鬼沒，身邊常常帶著一對金髮雙子少女Doll。
黑和貓的幕後委託人，「三鷹文書」預言的知情者之一。一直致力於抹殺伊邪那美以防止「災禍」的出現，但也意識到歷史不可改變，故同時協助了紫苑的計畫。曾向霧原提供三鷹文書的線索。
和貓是過去的戀人。結局和小林、霧原結盟為「組織」。
艾瑞爾（聲優：高平成美） 、貝倫尼斯（聲優：真堂圭）
奧莱優身邊的Doll。金色法國麵包卷髮和女僕裝的雙胞胎少女。和一般的Doll不同，臉上時常掛著微笑。觀測靈媒介未知。
可通過入侵、干涉各國諜報機關的Doll網絡系統來取得情報。在門打開后，觀測靈雙雙現出人形進入「門」中。之後消息不明。

#### 其他角色

##### 第1話登場
尼卡（聲優：坂巻亮祐）
蘇芳的高年級男同學，同屬攝影部。處事不假思索就魯莽行動，單純明快的行動派。喜歡塔尼婭，但卻被成為契約者的她殺死。
莎夏（聲優：永田依子）
蘇芳的同學，大姐姐型，常把蘇芳當成小孩子打鬧在一起。被FSB用ME消除记忆以后，完全忘记了苏芳的事。
艾蓮娜（聲優：森谷里美）
蘇芳的同學，與莎夏很合得來，放學後有逛街的興趣。

##### 第4~6話登場
德夫（聲優：野村勝人）
北海道札幌的少年，个性熱情单纯。对苏芳一见钟情。
母亲美智留在自己3歲時變成契約者離家出走，但自己卻對她十分憧憬。和母親再會的第二天，亲眼目睹她被殺死，並误以为兇手為苏芳。
雷巴洛（聲優：楠大典）
德夫的父亲，经营人妖酒吧「诺亚方舟」。在妻子離家後父代母职，养育着德夫。
性格和善熱情，對契约者並無偏见，在短期相处时照顾过苏芳和July。
美智留（聲優：林真里花）
雷巴洛的妻子，德夫的母亲。在德夫3岁时變成契约者而離家出走。能力是自由操縱水，代价为做蛋糕。
隸屬三號機關，先行潛入札幌截擊黑一行人。試圖抓捕蘇芳時，被伊邪那美引發能力暴走而自溺身亡。

##### 第7話登場
理花子（聲優：生天目仁美）
函館的地下服務商。協助黑一行人從北海道前往本州的中途，企圖拐賣July牟利，被趕來救人的蘇芳重傷，死於伊利亞之手。
伊利亞·索科洛夫（聲優：上田祐司）
俄羅斯對外情報局（页面存档备份，存于）（SVR）的契約者。能力為麻痹對方的大腦，代價是畫獵奇內容的畫。
成為契約者前是虐殺狂。抓捕蘇芳和July的過程中被黑絞殺。
三船 堅行（聲優：阪脩）
有强大政治背景，对三鹰文书预言抱有危机感的老人。於三号机关有很强的影响力。黑道的生田家的相识者。
在东京被发达国家占领後，自裁身亡。

##### 第9話登場
久良澤 凱（聲優：松本保典）
前作登場的私家偵探，久良澤偵探事務所所長。本名松吉，曾經當過刑警。喜歡自吹，實際才幹有限。生性怕貓。
茅沼 紀子（聲優：加藤英美里）
前作登場的久良澤偵探事務所助手。粉紅色雙馬尾的年輕女孩。喜歡動畫和Cosplay的腐女子，尤其癡迷「薔薇之莫里斯」系列。
在電車上偶遇彷徨中的蘇芳一行人，和凱一起協助她尋找母親。
琥珀（聲優：川上倫子）
前作登場的關鍵人物之一，EPR的領袖，操縱時間的契約者。已於兩年前「東京大爆炸」中消逝於門內。
因為多次往返於過去和未來，持有與「三鷹文書」記事相關的記憶。一定程度上掌握關於契約者的未來的真相，並主張契約者的「進化」。

### 黑之契約者外傳

#### 第1話登場
克羅德（聲優：岩永哲哉、平松晶子（變裝時））
俊俏的年輕白人男性契約者。能力是操縱對方的行動，包括令對方產生幻覺。代價是吃花。夢想創造由契約者主導的新世界。
受奧莱優的委託追蹤黑銀二人，伺机除去伊邪那美。曾幻化為琥珀的模樣來接近黑。在見識到銀的強大力量後，轉而想誘發她的覺醒。也因此和奧萊優分道揚鑣。
10歲時變成契約者並被中國情報機關收容。本名「西奇」。劇中外貌似乎不是其本來的模樣。同中國特務機關交易伊邪那美時，因出格舉動而被射殺。
流浪狗（聲優：井上夏葉）
受雇於奧萊優，和克羅德一同監視銀的附身能力契約者。對動物或人類皆可附身，代價是涂指甲油。本身是一名光頭的中年女性。
在處置伊邪那美的問題上和克羅德意見不合。於第3話遭後者背叛，野犬負傷而死。其本人後來死於覺醒狀態伊邪那美的能力。

#### 第2話登場
小姐（聲優：皆川纯子）
香港九龍城的黑道女頭目，重力系契約者，代價是脫去身上的衣物饰品。惯用两柄大刀。
受三號機關委託來將銀回收或抹殺。被伊邪那美反噬能力而死。
洛（聲優：平井啓二） 、荣（聲優：竹內良太）
小姐的小弟，能力為用磁力操纵，代價不明。中國拳法的高手。二人衣服上各書「天」「地」二字。
弟弟在追捕黑時被克羅德用能力殺害；哥哥則死於EPR殘黨手下。
陳（聲優：松本ヨシロウ）
香港的情報販子，經營一家餐廳。在幫助黑銀二人逃亡的過程中被捲入契約者們互相爭鬥的世界。
從東南亞的EPR基地生還，帶著契約者所生的嬰兒和黑膚少年Doll一起回到香港生活。

#### 第3話登場
雨霧（聲優：桐本琢也）
曾經是琥珀左右手的EPR高級幹部，自東京大爆炸戰役中生還，領導小股EPR殘黨駐紮於東南亞。
在外傳第2話最後救下危機中的黑和銀。將關於銀的預言告知了黑，同時拒絕克羅德利用伊邪那美力量的提案。被克羅德的計謀所陷，最終連同麾下的一干契約者死於伊邪那美的能力之下。

#### 第4話登場
總參謀部第二部部員 （聲優：川島得愛）
隸屬於解放軍的中國特工。試圖從克羅德手上交易得到銀。和手下數名契約者皆被伊邪那美吸去魂魄而死。
似乎與克羅德有過關係。

## -黑之契約者-

### 製作人員
- 原作：BONES、岡村天齋
- 企畫：竹田青滋、植田益朗、南雅彥、峯岸卓生
- 企畫製作人：中山浩太郎
- 監督：岡村天齋
- 系列構成：岡村天齋、菅正太郎
- 角色原案：岩原裕二
- 人物設定、總作畫監督：小森高博
- 美術設計：岡田有章、佐藤正浩、田口栄司
- 色彩設計：水田信子
- 美術監督：青井孝
- 攝影監督：武井良幸
- 編輯：荻野鄉子
- 音響監督：若林和弘
- 音響效果：倉橋靜男
- 錄音：佐竹徹也
- 音樂：菅野洋子
- 音樂製作人：太田敏明、外村敬一
- 音樂製作：Aniplex、Myrica Music
- 製作人：大藪芳廣、大山良、丸山博雄、細川修
- 動畫製作：BONES
- 製作：DTB製作委員會（Aniplex、BONES、博報堂DY Media Partners、Myrica Music、Movic）、每日放送

### 主題曲
片頭曲
1. 「HOWLING」
使用集數：第1話～第14話
歌：abingdon boys school
2. 「覺醒英雄主義～THE HERO WITHOUT A "NAME"～」（～THE HERO WITHOUT A "NAME"～） 
使用集數：第15話～第23話、第25話、第26話
歌：アンティック-珈琲店-

片尾曲
1. 「月光」（ツキアカリ）
使用集數：第1話～第14話
歌：Rie fu
2. 「Dreams」
使用集數：第15話～第24話、第26話
歌：HIGH and MIGHTY COLOR

### 各話標題
| 集數   | 標題（中文）                        | 標題（日文） | 劇本     | 分鏡       | 演出       | 作畫監督                     |
| ------ | ----------------------------------- | ------------ | -------- | ---------- | ---------- | ---------------------------- |
| 第1話  | 契约之星劃過天幕…（上集）           |              | 岡村天齋 | 岡村天齋   | 岡村天齋   | 小森高博                     |
| 第2話  | 契约之星劃過天幕…（下集）           |              | 岡村天齋 | 岡村天齋   | 安斎剛文   | 小平佳幸                     |
| 第3話  | 新星闪耀東雲上空…（上集）           |              | 野村祐一 | 石平信司   | 金子伸吾   | 工藤裕加                     |
| 第4話  | 新星闪耀東雲上空…（下集）           |              | 野村祐一 | 石平信司   | 平向智子   | 芝美奈子                     |
| 第5話  | 灾难的红梦消失于东欧…（上集）       |              | 菅正太郎 | 京田知己   | 安齋剛文   | 松崎正                       |
| 第6話  | 灾难的红梦消失于东欧…（下集）       |              | 菅正太郎 | 岡村天齋   | 山本秀世   | 石井百合子                   |
| 第7話  | 五月雨中，栀子花香…（上集）         |              | 大西信介 | 五十嵐卓哉 | 金子伸吾   | 高橋久美子                   |
| 第8話  | 五月雨中，栀子花香…（下集）         |              | 大西信介 | 五十嵐卓哉 | 恒松圭     | 小森秀人                     |
| 第9話  | 纯白礼服，染紅少女的梦与血…（上集） |              | 砂山藏澄 | 小寺勝之   | 安齋剛文   | 小平佳幸                     |
| 第10話 | 纯白礼服，染紅少女的梦与血…（下集） |              | 砂山藏澄 | 大原實     | 金子伸吾   | 工藤裕加 長谷部敦志 小森高博 |
| 第11話 | 高牆之內，失而複得…（上集）         |              | 菅正太郎 | 京田知己   | 千葉大輔   | 松崎正                       |
| 第12話 | 高牆之內，失而複得…（下集）         |              | 菅正太郎 | 岡村天齋   | 山本秀世   | 石井百合子                   |
| 第13話 | 銀色之夜，心在水面未曾蕩漾…（上集） |              | 大西信介 | もりたけし | 安齋剛文   | 高橋久美子                   |
| 第14話 | 銀色之夜，心在水面未曾蕩漾…（下集） |              | 大西信介 | 大原實     | 金子伸吾   | 工藤糸織 根岸宏行            |
| 第15話 | 背叛的记忆，是琥珀色的微笑…（上集） |              | 野村祐一 | 五十嵐卓哉 | 鳥羽聡     | 小森秀人 樋口聡美            |
| 第16話 | 背叛的记忆，是琥珀色的微笑…（下集） |              | 野村祐一 | 岡村天齋   | 千葉大輔   | 小平佳幸 長谷部敦志          |
| 第17話 | 垃圾堆中，唱起情歌…（上集）         |              | 砂山藏澄 | 大原實     | 安齋剛文   | 宇佐美皓一 永井達郎          |
| 第18話 | 垃圾堆中，唱起情歌…（下集）         |              | 砂山藏澄 | 松尾慎     | 久保山英一 | 松井理和子 桑名郁朗 飯野利明 |
| 第19話 | 淺眠一夢，不曾醉酒…（上集）         |              | 大西信介 | 五十嵐卓哉 | 金子伸吾   | 高橋久美子 根岸宏行          |
| 第20話 | 淺眠一夢，不曾醉酒…（下集）         |              | 大西信介 | もりたけし | 千葉大輔   | 倉狩真吾                     |
| 第21話 | 城市整肅，泪水迷茫…（上集）         |              | 菅正太郎 | 小寺胜之   | 鳥羽聡     | 小森秀人 武本大介            |
| 第22話 | 城市整肅，泪水迷茫…（下集）         |              | 菅正太郎 | 岡村天齋   | 山本秀世   | 石井百合子                   |
| 第23話 | 神居於天…                           |              | 大西信介 | 京田知己   | 安齋剛文   | 小平佳幸 長谷部敦志          |
| 第24話 | 流星雨                              |              | 砂山藏澄 | 岡村天齋   | 千葉大輔   | 高橋久美子 根岸宏行          |
| 第25話 | 死神夢見的夢，比黑更暗的暗？        |              | 菅正太郎 | 岡村天齋   | 岡村天齋   | 小森高博 永井達郎 村井孝司   |
| 第26話 | 盛開的櫻花樹下                      |              | 大西信介 | 金子伸吾   | 金子伸吾   | 小森高博                     |

| 日本 MBS/TBS 星期四25:25/星期五25:55 | 日本 MBS/TBS 星期四25:25/星期五25:55 | 日本 MBS/TBS 星期四25:25/星期五25:55 |
| ------------------------------------ | ------------------------------------ | ------------------------------------ |
|                                      | DARKER THAN BLACK -黑之契約者-       |                                      |
| 反叛的魯路修                         | 灼眼的夏娜II                         |                                      |

### DVD
全9卷，封面均為小森高博繪製的人物半身特寫。初回限定版贈送岩原裕二繪製的封套以及40頁說明書。
- （卷數／發售日期／收錄話數／封面人物）
- 第1卷／2007年7月25日／第1話、第2話／黑
  - 初回限定版附贈2枚特典DVD（宣傳錄像、電視專題節目和木內秀信（黑）×福圓美里（銀）特別訪談）。

- 第2卷／2007年8月22日／第3話 - 第5話／銀・貓
- 第3卷／2007年9月26日／第6話 - 第8話／霧原未咲
- 第4卷／2007年10月24日／第9話 - 第11話／黃
- 第5卷／2007年11月28日／第12話 - 第14話／黑
- 第6卷／2007年12月26日／第15話 - 第17話／琥珀
  - 初回限定版附贈特典CD。

- 第7卷／2008年1月23日／第18話 - 第20話／白
- 第8卷／2008年2月27日／第21話 - 第23話／November 11
- 第9卷／2008年3月26日／第24話 - 第26話／黑
  - 初回限定版附贈特製卡片組。

### Blu-rayBOX
一套共5枚光盤。完全生産限定版附贈菅野洋子5.1ch版劇伴集和40頁說明書。
- Blu-ray BOX／2009年9月30日／第1話 - 第26話／黑・銀・霧原未咲・琥珀

### 關聯商品
CD
原聲音樂集 DARKER THAN BLACK -黑之契約者- 劇伴
2007年7月24日／發售：Aniplex
Drama CD
DARKER THAN BLACK -黑之契約者- Original Drama CD
監修：岡村天齋／劇本：野村祐一／月刊Asuka
漫畫
DARKER THAN BLACK -黑之契約者-
原作：BONES・岡村天齋／漫畫：野奇夜／劇本協力：羽角彩夏／連載：月刊Asuka／發行：角川書店
- 第1卷／2007年8月25日
- 第2卷（完結）／2008年1月26日

書籍
DARKER THAN BLACK -黑之契約者- Official Fanbook TOKYO EXPLOSION 調查報告
2009年10月24日／發行：史克威尔艾尼克斯

### Asuka漫畫版
與動畫第一季同名，放送期間刊載於月刊Asuka（2007年4月號 - 2008年1月號）的漫畫。野奇夜作畫，羽角彩夏協助編劇，單行本全2冊。
少女漫畫风格的作品。故事和大多數登場角色為平行於動畫的原創。據岡村監督所言，動畫第二季中「黑和少女同行」的故事靈感是來自于本作。
一個叫師能奏的少女發現，發現一年前在神秘連環兇殺案被害的父親靜馬仍然健在，卻變成契約者和拒絕回到以前的生活，反而要殺家人時被黑制止。其時黑也發現靜馬協助一班反抗普通人統治的契約者，從而發現一個新的陰謀----

## -流星之雙子-

### 製作人員
- 原作：BONES、岡村天齋
- 監督：岡村天齋
- 角色原案：岩原裕二
- 人物設定、總作畫監督 ：小森高博
- 美術設計：青井孝、岡田有章
- 道具設計：やまだたかひろ
- 美術監督：青井孝
- 色彩設計：水田信子
- 攝影監督：神林剛
- 音響監督：若林和弘
- 音樂：石井妥師
- 動畫製作：BONES
- 製作：DTB製作委員會、每日放送

### 主題曲
片頭曲
1. 「ツキアカリのミチシルベ」(月光的指引)　第2話～第12話
作曲：AIMI　作詞：AIMI
編曲：ステレオポニー＆BOND×mw
歌：stereopony

片尾曲
1. 「From Dusk Till Dawn」　第1話～第12話
作曲：西川貴教　作詞：柴崎浩
編曲：abingdon boys school
歌：abingdon boys school

### 各話標題
| 集數   | 標題（中文）          | 標題（日文） | 劇本     | 分鏡       | 演出         | 作畫監督                              |
| ------ | --------------------- | ------------ | -------- | ---------- | ------------ | ------------------------------------- |
| 第1話  | 黑貓不枕星之夢...     |              | 岡村天齋 | 岡村天齋   | 岡村天齋     | 小森高博                              |
| 第2話  | 隕落流星...           |              | 吉野弘幸 | 岡村天齋   | 千葉大輔     | 小平佳幸                              |
| 第3話  | 冰原匿蹤...           |              | 吉野弘幸 | 初見浩一   | 初見浩一     | 村井高氏                              |
| 第4話  | 方舟蕩漾湖水搖...     |              | 岡田麿里 | 五十嵐卓哉 | 岩崎太郎     | 工藤裕加                              |
| 第5話  | 硝煙流散，命流逝...   |              | 岡田麿里 | 山本秀世   | 山本秀世     | 齊藤英子                              |
| 第6話  | 香味甘美，心苦澀...   |              | 岡田麿里 | 原口浩     | すがやゆりこ | 渡辺るりこ                            |
| 第7話  | 人偶歌和雪花飛...     |              | 大西信介 | 金子伸吾   | 金子伸吾     | 石井百合子                            |
| 第8話  | 太陽搖曳，夏日晴...   |              | 大西信介 | もりたけし | 伊藤秀樹     | 伊藤秀樹                              |
| 第9話  | 不期某日偶相遇...     |              | 大西信介 | 岡村天齋   | 大西景介     | 小田嶋瞳 根岸宏行                     |
| 第10話 | 虛偽街角，有你微笑... |              | 岡田麿里 | 岡村天齋   | 比嘉直       | 小平佳幸 長谷部敦志                   |
| 第11話 | 水底漸乾，月漸滿...   |              | 菅正太郎 | 山本秀世   | 山本秀世     | 村井孝司 渡辺るり子 永井達郎          |
| 第12話 | 星之方舟              |              | 菅正太郎 | 岡村天齋   | 岡村天齋     | 石井百合子 伊藤秀樹 小田嶋瞳 根岸宏行 |

| 日本 MBS 星期四 25:25- 節目 | 日本 MBS 星期四 25:25- 節目    | 日本 MBS 星期四 25:25- 節目 |
| --------------------------- | ------------------------------ | --------------------------- |
|                             | DARKER THAN BLACK -流星之雙子- |                             |
| BASQUASH!                   | 無頭騎士異聞錄 DuRaRaRa!!      |                             |

### DVD・Blu-ray
全8卷，封面之包裝為小森高博繪製的人物特寫。初回限定版/完全生產限定版贈送岩原裕二繪製的封套以及40頁說明書。
偶數卷收錄OVA DARKER THAN BLACK -黑之契約者- 外傳各1話，共4話。
- （卷數／發售日期／收錄話數／封面人物）
- 第1卷／2009年12月23日／第1話、第2話／黑
  - 初回限定版附贈2010年4月4日的Special Event應募券

- 第2卷／2010年1月27日／第3話、外傳第1話／蘇芳
  - 初回限定版附贈2010年4月4日的Special Event應募券

- 第3卷／2010年2月24日／第4話、第5話／July・猫
  - 完全生產限定版附贈石井妥師作曲、花澤香菜演唱的蘇芳角色歌特典CD

- 第4卷／2010年3月24日／第6話、外傳第2話／银
- 第5卷／2010年4月21日／第7話、第8話／雾原未咲
  - 完全生產限定版附贈原聲音樂集之二「DARKER THAN BLACK EXTRA SOUNDTRACK」

- 第6卷／2010年5月26日／第9話、外傳第3話／黑
- 第7卷／2010年6月23日／第10話、第11話／紫苑
  - 完全生產限定版附贈Special Event的映像特典

- 第8卷／2010年7月21日／第12話、外傳第4話／黒・蘇芳

### 網路廣播
DARKER THAN BLACK BACKSTAGE PASS，於官方网页（页面存档备份，存于）不定期推出的声优谈话节目。
主持人是木内秀信（黑役），副主持人是花泽香菜（苏芳役，第1至6期）和福圆美里（银役，第7期起）。
於2010年8月6日進行的第13期最終回是由木內和福圓主持的公開錄音。
嘉宾
- 第2期：泽木郁也（猫役）
- 第3期：浅井清己（July役）
- 第4期：泽木郁也
- 第5期：三宅健太（镇目役）
- 第6期：福圆美里
- 第13期：浅井清己，花泽香菜

### 關聯商品
CD
原聲音樂集 DARKER THAN BLACK -流星之雙子- Original Soundtrack
2009年12月23日／發售：Aniplex
書籍
DARKER THAN BLACK -流星之雙子- Visual Fan Book
2010年6月9日／發行：學習研究社
DARKER THAN BLACK -流星之雙子- Official Fanbook 三鷹文書分析報告
2010年9月25日／發行：史克威尔艾尼克斯

### 黑之契約者外傳
隨動畫第二季「流星之雙子」制作及發售的OVA，共4話，分別收錄在DVD・Blu-ray的2、4、6、8卷。
填補第一季和第二季之間的空白，講述了兩年間發生在黑和銀身上的一系列事件。
「東京大爆炸」後一年多，向著南方移動的黑銀兩人。逃避「組織」的刺客，漫無止境的孤獨旅途上，可以信賴的只剩彼此。在休養喘息的空隙，兩人得以共享一段安穩的時光。
但小小的幸福很快就被打破。感情豐富起來的銀逐漸被來歷不明的某物佔據意識，被稱為「伊邪那美」的力量亦開始覺醒。瞄準銀而來的襲擊接踵而至，幾乎把兩人的羈絆撕裂的悲劇，靜靜拉開了序幕。
片尾曲
1. 「Darker Than Black」[10]
收錄于DARKER THAN BLACK EXTRA SOUNDTRACK
作曲：石井妥師　作詞：石井妥師
編曲：石井妥師
歌：石井妥師

各話製作表
| 集數  | 劇本     | 分鏡     | 演出     | 作畫監督             | 作監協力                                 |
| ----- | -------- | -------- | -------- | -------------------- | ---------------------------------------- |
| 第1話 | 菅正太郎 | 岡村天齋 | 千葉大輔 | 伊藤嘉之             |                                          |
| 第2話 | 菅正太郎 | 柳澤鐵也 | 千葉大輔 | 伊藤嘉之             | 石井百合子，小田嶋瞳，小平佳幸，鈴木彩史 |
| 第3話 | 菅正太郎 | 西村博之 | 成田歲法 | 工藤裕加             | 小平佳幸，村井孝司                       |
| 第4話 | 菅正太郎 | 岡村天齋 | 岡村天齋 | 小森高博，石井百合子 |                                          |

## -漆黑之花-
DTB系列的番外篇漫畫。2009年5月15日至2011年1月21日在YOUNG GANGAN連載。作者是擔任動畫人設原案的岩原裕二。全33回，單行本4卷。
以黑、銀、霧原未咲等第一季動畫角色和一部份原創角色為中心，在兩季動畫的劇情之間承上啟下而發展出的半獨立故事。時間點處在第一季結尾之後，「黑之契約者外傳」之前。
於DTB三部曲（兩季動畫與漆黑之花）中最後完結，因此也被稱作系列的最終章。

### 故事簡介
「東京大爆炸」後數周。離奇的連續殺人案件，持有神秘黑花的契約者，如烏雲般籠罩這座城市。其中，還有仍然徘徊在這座城市的契約者——BK201的身影。
接受黑花移植的女高中生——月森梓，變成了擁有超出想像之力量的「覺醒者」，並開始了她的復仇。隨著事件的深入，與潘朵拉、「組織」和黑花有關的新的黑幕漸漸浮出水面……

### 發行
DARKER THAN BLACK -漆黑之花-
原作：BONES・岡村天齋／漫畫：岩原裕二／連載：YOUNG GANGAN／發行：史克威尔艾尼克斯
- 第1卷／2009年10月24日
- 第2卷／2010年3月25日
- 第3卷／2010年9月25日
- 第4卷（完結）／2011年3月25日

## 动画销量一览
| 卷数                                          | 类型                                         | 销量                                         |
| 第1期（先發卷均销量6752，累计平均销量18966）  | 第1期（先發卷均销量6752，累计平均销量18966） | 第1期（先發卷均销量6752，累计平均销量18966） |
| --------------------------------------------- | -------------------------------------------- | -------------------------------------------- |
| 1                                             | DVD（先發）                                  | 9099                                         |
| 2                                             | DVD（先發）                                  | 8610                                         |
| 3                                             | DVD（先發）                                  | 7285                                         |
| 4                                             | DVD（先發）                                  | 6615                                         |
| 5                                             | DVD（先發）                                  | 5948                                         |
| 6                                             | DVD（先發）                                  | 6348                                         |
| 7                                             | DVD（先發）                                  | 5214                                         |
| 8                                             | DVD（先發）                                  | 5546                                         |
| 9                                             | DVD（先發）                                  | 6107                                         |
| BOX                                           | BD（後發）                                   | 12214                                        |
| 第2期（先發卷均销量12152，累计平均销量14300） |                                              |                                              |
| 1                                             | BD+DVD（先發）                               | 14093（10073+4020）                          |
| 2                                             | BD+DVD（先發）                               | 14261（9878+4383）                           |
| 3                                             | BD+DVD（先發）                               | 12133（8754+3379）                           |
| 4                                             | BD+DVD（先發）                               | 12358（8796+3562）                           |
| 5                                             | BD+DVD（先發）                               | 11089（8174+2942）                           |
| 6                                             | BD+DVD（先發）                               | 11768（8427+3341）                           |
| 7                                             | BD+DVD（先發）                               | 10521（7690+2831）                           |
| 8                                             | BD+DVD（先發）                               | 10992（7956+3036）                           |
| BOX                                           | BD（後發）                                   | 2148                                         |

## 外部連結
- （日語） DARKER THAN BLACK 黑之契約者（页面存档备份，存于）
- （日語） DARKER THAN BLACK 流星之雙子（页面存档备份，存于）
- （日語） DARKER THAN BLACK ―黑之契約者― 動畫官方網站（MBS）（页面存档备份，存于）
- （日語） DARKER THAN BLACK ―黑之契約者― 動畫官方網站（TOKYO MX）（页面存档备份，存于）
- （日語） @nifty:DARKER THAN BLACK －黑之契約者－（页面存档备份，存于）

| 每日放送 星期六25:25-25:55 節目  | 每日放送 星期六25:25-25:55 節目          | 每日放送 星期六25:25-25:55 節目 |
| -------------------------------- | ---------------------------------------- | ------------------------------- |
|                                  | DARKER THAN BLACK -黒の契約者-           |                                 |
| Code Geass反叛的魯路修 （第1期） | 灼眼的夏娜II （MBS・TBS・CBCのみネット） |                                 |

| 台灣 Animax 星期六23:00-24:00 節目 | 台灣 Animax 星期六23:00-24:00 節目            | 台灣 Animax 星期六23:00-24:00 節目 |
| ---------------------------------- | --------------------------------------------- | ---------------------------------- |
|                                    | 黑之契約者 （2008年11月22日 - 2009年2月14日） |                                    |
| 怪～Ayakashi～                     | 奔向地球                                      |                                    |

| 香港 Animax 星期二22:00-23:00 節目 | 香港 Animax 星期二22:00-23:00 節目           | 香港 Animax 星期二22:00-23:00 節目 |
| ---------------------------------- | -------------------------------------------- | ---------------------------------- |
|                                    | 黑之契約者 （2008年12月2日 - 2009年2月24日） |                                    |
| —                                  | 不思議遊戲-永光傳                            |                                    |

| 毎日放送 星期四25:25-25:55 節目 | 毎日放送 星期四25:25-25:55 節目 | 毎日放送 星期四25:25-25:55 節目 |
| ------------------------------- | ------------------------------- | ------------------------------- |
|                                 | DARKER THAN BLACK -流星之雙子-  |                                 |
| BASQUASH!                       | 無頭騎士異聞錄                  |                                 |